# دائرة الشك (فلم)
دائرة الشك هو فيلم دراما مصري من إخراج زكي صالح وبطولة رشدي أباظة، نبيلة عبيد، سمير صبري، يسرا وإبراهيم خان.

## نبذه
يكتشف عصام علاقة إسماعيل بزوجته فيقتله وعند مغادرته قسم الشرطة مع حارسه يلقى مصرعه بأيدي مجهولة، تتعرف وفاء بالرائد عزت لمعرفة خطوات التحقيق في مقتل عصام، فهي ضمن عصابة إسماعيل، يتضح أن إسماعيل أصابته اغماءة فقط. يكتشف عزت حقيقة وفاء ويراقبها هي وإسماعيل.

## طاقم العمل
- رشدي أباظة بدور العميد زكي
- نبيلة عبيد بدور هدى
- سمير صبري بدور الرائد عزت
- يسرا بدور وفاء
- إبراهيم خان بدور إسماعيل
- يوسف فخر الدين بدور عصام
- توفيق الدقن بدور لمعي

## وصلات خارجية
- مقالات تستعمل روابط فنية بلا صلة مع ويكي بيانات